# Une femme coréenne
Pour plus de détails, voir Fiche technique et Distribution.
Une femme coréenne (hangeul : 바람난 가족 ; RR : Baramnan gajok) est un film dramatique sud-coréen écrit et réalisé par Im Sang-soo, sorti en 2003.

## Synopsis
Ho-jung, danseuse, élève pratiquement seule son fils adoptif. Son mari, quant à lui partage son temps entre son travail d'avocat, sa jeune maîtresse et l'alcool. Frustrée sexuellement et humainement, Ho-jung finit par s'intéresser à son jeune voisin, un adolescent timide de 17 ans dont elle a remarqué le manège : il la regarde en cachette avec des jumelles et la suit.
Parallèlement nous assistons à la fin de vie du beau-père de Ho-jung qui se meurt d'une cirrhose, dans d'atroces souffrances. Cette fin de vie est montrée de manière particulièrement réaliste. La belle-mère, après le décès de son alcoolique de mari, se débarrasse de son carcan d'épouse « modèle » et refait sa vie très vite, clamant haut et fort son « bonheur » d'être enfin libérée.
Le mari de Ho-jung continue, lui, malgré les avertissements de sa mère, à mener une vie de plus en plus dissolue qui entraînera la mort tragique de leur fils adoptif. L'avocat s'enfonce dans l'alcool, la débauche, le mensonge et la violence. Ho-jung finit par se donner à son jeune voisin, une unique fois, avant de quitter son mari, enfin libérée elle aussi.
Les deux femmes, chacune à leur manière trouvent le chemin de l'épanouissement alors que l'homme, n'ayant pas saisi la perche tendue au décès de son père, est bien parti pour suivre les traces de celui-ci en tombant dans l'avilissement et la déchéance.

## Fiche technique
- Titre français : Une femme coréenne
- Titre original : 바람난 가족 (Baramnan gajok)
- Titre international : A Good Lawyer's Wife
- Réalisation : Im Sang-soo
- Scénario : Im Sang-soo
- Photographie : Kim Wu-hyeong
- Montage : Lee Eun-su
- Musique : Kim Hong-jib
- Production : Shim Bo-gyeong et Shin Cheol
- Société de production : Myung Film
- Pays d'origine : Corée du Sud
- Langue originale : coréen
- Format : couleur - 2.35 : 1 - Dolby Surround - 35 mm
- Genre : drame
- Durée : 104 minutes
- Dates de sortie :
  -  France : 20 mai 2003 (Festival de Cannes
  -  Corée du Sud : 15 août 2003
  -  France : 30 mars 2005
- Film interdit aux moins de 12 ans lors de sa sortie en France

## Distribution
- Moon So-ri : Eun Ho-jung
- Hwang Jeong-min : Joo Young-jak
- Yoon Yeo-jung : Hong Byung-han
- Kim In-moon : Joo Chang-keun
- Bong Tae-kyu : Shin Ji-woon
- Baek Jung-rim : Kim Yeon

## Distinctions

### Récompenses
- Pusan Film Critics Awards 2003 : Meilleure actrice lors des (Moon So-ri)
- Festival du film asiatique de Deauville 2004 : Lotus d'or du meilleur film

### Nomination
- Mostra de Venise 2003 : Compétition officielle